# Verlag Weber & Zucht
Der Verlag Weber & Zucht  war ein Verlag für alternatives Leben, Gewaltfreiheit und Anarchismus in Kassel. Betrieben wurde er von Helga Weber und Wolfgang Zucht.

## Geschichte

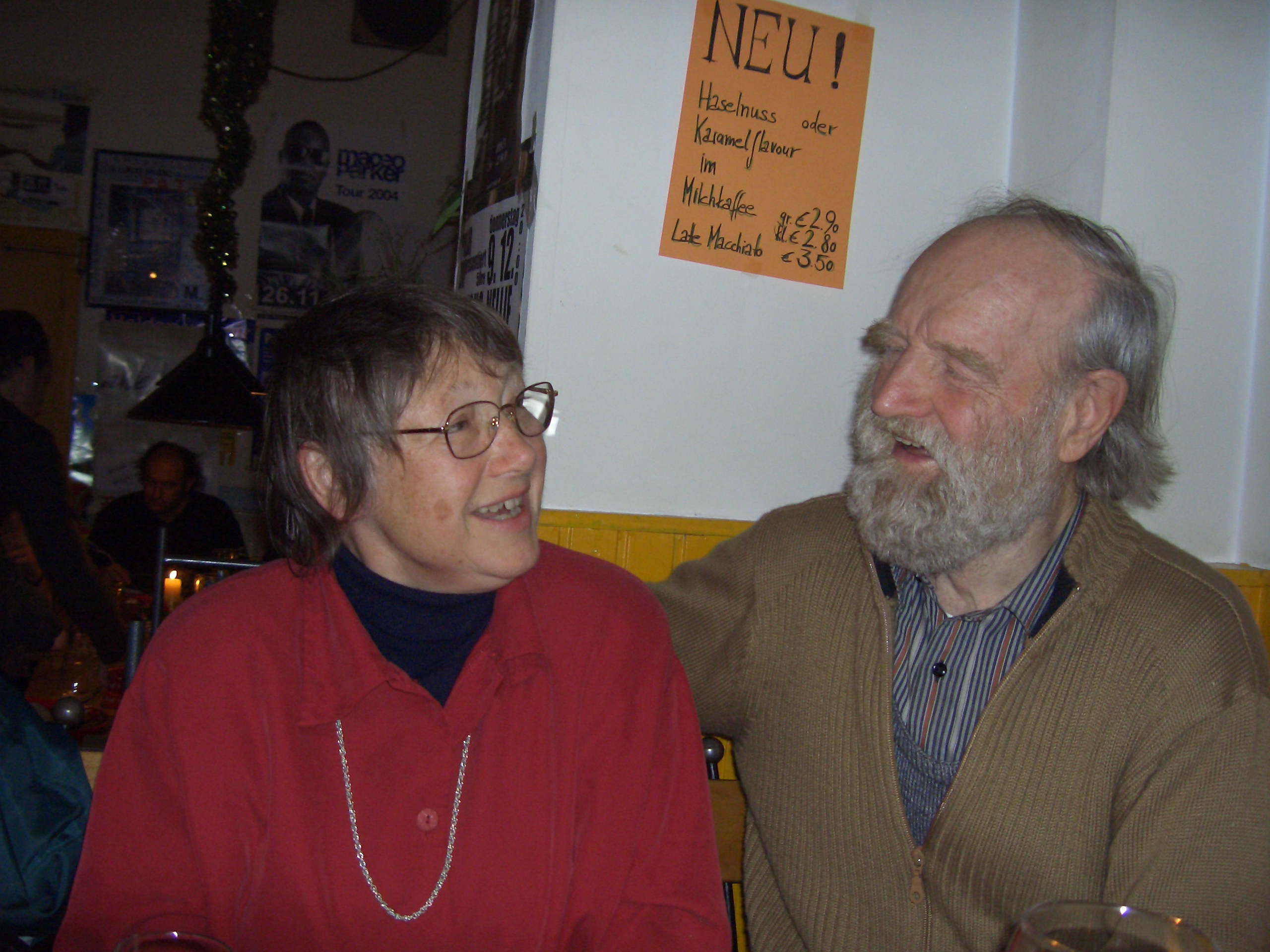
Helga Weber und Wolfgang Zucht, die Gründer und Betreiber des Verlags Weber & Zucht (2004)

Die Gründung stand in enger Verbindung mit der Friedensbewegung in Deutschland, den gewaltfreien Aktionsgruppen (u. a. Föderation Gewaltfreier Aktionsgruppen), international mit den War Resisters International und insbesondere mit der seit 1972 erscheinenden Zeitschrift Graswurzelrevolution.
Der Verlag existierte ab 1976 und war seit 1980 Mitglied im Börsenverein des Deutschen Buchhandels. Neben dem Verlag gab es den Versandbuchhandel für pazifistische und anarchistische Bücher. Anspruch von Verlag und Versandhandel war es „möglichst umfassend Literatur zur gewaltlosen Gesellschaftsveränderung anzubieten“, darunter insbesondere Publikationen zu „Fragen der Grundlagen und Zielsetzung einer neuen Gesellschaftsordnung und die der Mobilisierung und Aktionstechniken“.
Im Jahr 2014 gingen der Verlag und Versandbuchhandel im Verlag Graswurzelrevolution auf. Von diesem werden die Bücher des vormaligen Verlags Weber & Zucht weiterhin vertrieben.

## Verlagsprogramm
Es sind 35 Publikationen (Stand 2009) erschienen. Die publizierten Bücher umfassen die Thematiken Gewaltfreiheit, alternatives Leben, gewaltfreie Aktion, Anarchismus, Kriegsdienstverweigerung und Pazifismus. Im Verlag sind Schriften über Lew Nikolajewitsch Tolstoi, Mahatma Gandhi, Clara Gertrud Wichmann, Lanza del Vasto erschienen.